# Karanks atlantycki
Karanks atlantycki (Caranx hippos) – gatunek ryby okoniokształtnej z rodziny ostrobokowatych (Carangidae), zamieszkującej wody Atlantyku na głębokości 1–350 m. Podczas gdy młode osobniki bytują w estuariach, dorosłe w wodach otwartego morza, w strefie szelfów kontynentalnych. Ich pokarm stanowią małe ryby, krewetki i inne bezkręgowce.